# Townsend, Wisconsin
Townsend là một thị trấn thuộc quận Oconto, tiểu bang Wisconsin, Hoa Kỳ. Năm 2010, dân số của thị trấn này là 948 người.